# 14492 Bistar
14492 Bistar este un asteroid din centura principală de asteroizi.

## Descriere
14492 Bistar este un asteroid din centura principală de asteroizi. A fost descoperit pe 4 noiembrie 1994 la Kitami de Kin Endate și Kazuro Watanabe. Asteroidul prezintă o orbită caracterizată de o semiaxă mare de 2,74 ua, o excentricitate de 0,25 și o înclinație de 7,3° în raport cu ecliptica.